# 六點半左右新聞報道
《六點半左右新聞報道》（英語：Most News），為網絡傳媒平台毛記電視主打節目。
節目於2015年5月18日隨毛記電視啟播而首播，隨著2016年7月25日的節目改革改為不定期播出。

## 節目內容
- 節目名字惡搞自無綫新聞《六點半新聞報道》，口號為「毛記新聞，事事花生」（「花生」是香港網絡文化用語，即「冷眼旁觀」）。[3]

- 節目主要報導一些網民關心的現實及網絡事件，同時亦藉節目不斷向一些近期發生的事件「抽水」，以惡搞、即場實測、案件重演、電話訪問等方式回應相關事件。[4]

- 節目版面跟從其他新聞台的做法，天氣資訊放在最頂，底下是走馬燈，點評其他消息。[5]

- 節目聲稱「六點半『左右』」播放， 由於實際播放時間不定，甚至更有在翌日凌晨六時半上載的情況。所以任何上載時間都屬於六點半「左右」的範圍之內，因此節目永遠能「準時」播出。

- 節目第一集於2015年5月18日晚上7:40上載首集，由𡁻海珠（譚淇淇飾）主播，奠定六點半「左右」上載節目的不準時慣例。[6]。

- 節目不定期會加入「天氣報告」、「體育新聞」、「交通消息」或「財經消息」環節，但多在廣告商贊助下才播出。

- 雖然本節目以幽默惡搞為重點，但遇上認真而傷心的事情，節目主播會取消惡搞內容，認真報道有關事情。

## 主播及嘉賓
節目採用毛記電視偽員擔任主播以及演員，亦經常找來不同名人客串參與，如：
- 鄭子誠、陳志全、林雪、王喜、李逸朗、王宗堯、夏韶聲、陳雲海、游蕙禎、黃之鋒、歐錦棠、王維基、石天欣等。

## 特備節目/節目調動
- 2015年11月4日：播出《六點半左右財經報道》，報道香港租金昂貴的問題。
- 2015年11月27日：播出由陳珍妮主持的天氣報告，並電話訪問前天文台台長林超英講解氣候變化。
- 2015年12月28日至2016年1月1日：播出《2015年實事回顧》系列，包括港女、小學雞、愛國、傷心、開心實事回顧。
- 2016年農曆新年假期：年初一（2月8日）至年初五（2月12日）暫停播放，同期以《猴子偷毛賀新春》代替。
- 2016年2月22日至23日：播出《新東補選校際時事常識問答比賽》，2016年2月23日上載。
- 2016年5月11日：於《萬千呃Like賀台慶》內作為首個環節播出，主要為呼籲現場觀眾關上手機及其他電子器材，方健儀主持。
- 2016年6月6日至11日：因應6月5日發生的Lancôme單方面取消何韻詩音樂會事件，節目做出以下調動：
  - 6月6日於早上6:30播出，報道有關消息，成為毛記電視首次在即日晨早上載的新聞；當日晚上再播出多一節報道相關新聞，內容由在法香港人Sony Chan以法文覆述何韻詩當日發出的聲明。
  - 6月7日及9日暫停播出本節目。
  - 6月11日（星期六）加開一節報道其他新聞，首度於星期六正式播放兼不設主播，使全星期合共播出五節。
- 2016年6月20日：節目再次暫停播放，因淘大工業村迷你倉大火順延至6月24日復播，同時開始不定期播出，不再固定每週播出五節新聞。

## 播放技術
- 啟播時節目下方配以走馬燈文字，內容為「抽水」方式簡報當日時事，或配合當日新聞主題而撰寫週邊資訊。
- 啟播時採用虛擬演播室技術，一般主持在右方，左方顯示台標或新聞圖片，偶爾出現兩主播在左右邊、中間顯示台標或新聞圖片。
- 2015年6月22日起於《100毛》的Facebook專頁提供精華片段，其後於2015年8月19日起於毛記電視的Facebook專頁提供精華片段，部分集數提供足本片段。
- 2015年8月6日起，新聞主播出鏡明顯縮小。
- 2015年9月4日起，新聞字幕字體更改為細黑，而燈光色調方面亦有所調整。
- 2016年5月17日起，部份集數取消走馬燈資訊（未計算特備節目等集數）。
- 2016年5月18日起，部份集數開始走出虛擬演播室，使用毛記電視總部外實景拍攝（未計算大型實體表演預告等集數），更陸續有新主播登場。